# Saint-Christophe-d'Allier
Saint-Christophe-d'Allier is een gemeente in het Franse departement Haute-Loire (regio Auvergne-Rhône-Alpes) en telt 110 inwoners (2009). De plaats maakt deel uit van het arrondissement Brioude.

## Geografie
De oppervlakte van Saint-Christophe-d'Allier bedraagt 19,9 km², de bevolkingsdichtheid is dus 5,5 inwoners per km².
De onderstaande kaart toont de ligging van Saint-Christophe-d'Allier met de belangrijkste infrastructuur en aangrenzende gemeenten.

## Demografie
Onderstaande figuur toont het verloop van het inwonertal (bron: INSEE-tellingen).
1. ↑  Populations de référence 2022.